# Compiègne
Compiègne /kõpjɛɲ/ (in piccardo Compiène) è un comune francese di 42 693 abitanti situato nel dipartimento dell'Oise della regione dell'Alta Francia, sede di sottoprefettura.

## Geografia fisica
La città di Compiègne è situata appena a valle della confluenza dei fiumi Oise ed Aisne. Si trova a 88 km a nord di Parigi. È limitata a ovest dall'Oise, a est dalla foresta demaniale di Compiègne, al nord dall'Aisne, mentre, a sud, il confine con La Croix-Saint-Ouen è convenzionale.

## Storia
In epoca gallo-romana, Compiègne, il cui nome latino era Compendium, cioè "scorciatoia", era un punto di passaggio sull'Oise (Isara) collegato alla rete di vie secondarie alla frontiera dei territori dei Bellovaci (Beauvais) e dei Suessioni (Soissons). Il passaggio si trovava alla località nota come "la chiusa delle rose".
Nell'attuale centro cittadino, gli scavi condotti non hanno scoperto vestigia galloromane. Si trovano i resti di qualche villa nei dintorni, in particolare alla posizione del guado (certamente una costruzione militare). Compiègne è stata unita alla Corona di Francia fin dall'arrivo dei merovingi.
- Ragenfrido sconfigge nel 715 gli Austrasiani nella foresta di Cuise, nei pressi di Compiègne (battaglia di Compiègne).
- Giuramento di vassallaggio nel 757 di Tassilone III di Baviera a Pipino il Breve.
- Assemblea di Compiègne nell'833, che permette a Lotario di destituire Ludovico il Pio, grazie a Ebbone, arcivescovo di Reims.
- Il Trattato di Compiègne, nell'868, concede Cotentin, Avranchin e le isole anglo-normanne a Salomone di Bretagna.
- Il 2 gennaio 876, viene fatta costruire da Carlo il Calvo la basilica di Notre-Dame, futura abbazia di Saint-Corneille, sul modello di quella di Aquisgrana.
- La Tregua di Compiègne, nell'884, stipulata tra Carlomanno II e i vichinghi.
- I borgognoni catturano Giovanna d'Arco il 23 maggio 1430 in occasione di una sortita sulla riva destra dell'Oise.
- 1624, viene stipulato il Trattato di Compiègne fra Francia e Paesi Bassi.
- 1770, Luigi XV e il Delfino di Francia accolgono al castello di Compiègne Maria Antonietta in occasione del suo arrivo in Francia.
- La rivoluzione francese processa e ghigliottina 16 sante carmelitane, episodio cui Georges Bernanos si ispira per scrivere la sua opera Dialogue des Carmélites.
- Giunti al castello di Compiègne, il 27 marzo 1810, Napoleone Bonaparte e Maria Luisa d'Asburgo-Lorena decisero di anticipare i tempi e consumarono la prima notte di nozze.
- Napoleone III soggiornava spesso al castello durante le sue visite.
- Compiègne organizza le prove di golf dei giochi olimpici estivi del 1900.
- Nella foresta demaniale, in un vagone ferroviario in mezzo a una radura vicino a Rethondes, avviene la firma dell'Armistizio di Compiègne dell'11 novembre 1918 tra la Francia e la Germania - che conclude di fatto la prima guerra mondiale- in presenza del maresciallo di Francia Ferdinand Foch e del generale Maxime Weygand.
- Nello stesso vagone, il 22 giugno 1940 avviene la firma del secondo armistizio di Compiègne tra la Francia, rappresentata dalla delegazione francese inviata dal maresciallo Philippe Pétain, e la Germania nazista, rappresentata da Adolf Hitler in persona.
- Durante l'occupazione tedesca, i nazisti installano a Royallieu un campo di transito e d'internamento, attivo dal giugno 1941 all'agosto 1944. Il primo treno di deportati politici lascia il campo di Royallieu per quello di Auschwitz, il 6 luglio 1942.

## Società

### Evoluzione demografica
Abitanti censiti

## Monumenti e luoghi d'interesse
- Castello di Compiègne
- Municipio, XVI secolo.
- Parrocchiale Reale di San Giacomo, XIII secolo.
- Chiesa di Sant'Antonio, XIII secolo.

## Sport
- Comune di partenza della classica corsa ciclistica Parigi-Roubaix

## Amministrazione

### Gemellaggi
- Huy, dal 1959
- Landshut, dal 1962
- Arona, dal 1962
- Vianden, dal 1964
- Bury St Edmunds, dal 1967
- Shirakawa, dal 1988
- Kiryat Tivon, dal 1988
- Raleigh (Carolina del Nord), dal 1989
- Elbląg, dal 2002
- Guimarães, dal 2006
- Jezzin, dal 2019
- Larache, dal 2019
- Ziguinchor, dal 2019